# Maytenus angustifolia
Maytenus angustifolia är en benvedsväxtart som beskrevs av Mattos och N. F. Mattos. Maytenus angustifolia ingår i släktet Maytenus och familjen Celastraceae. Inga underarter finns listade.